# Математическа операция
Математическата операция е функция, която приема нула или повече входни стойности (наречени операнди) и добре дефинирана изходна стойност. Броят на операндите е арността на операцията. Най-често изследваните операции са двоични операции като събиране и умножение, и унарни операции, като адитивни обратни и мултипликативни обратни операции. Операция от арност нула или нулева операция е константа. Терминът „операция“ обикновено се прилага за аритметични или логически операции.
Най-често срещаните аритметични операции са събиране, изваждане, деление, умножение, степенуване, коренуване, логаритмуване и тетрация. В математическия анализ – диференциране и интегриране. Логическите операции са отрицание, конюнкция, дизюнкция.